# أيزو 50001
أيزو 50001 (بالإنجليزية: ISO 50001 - الاسم الكامل: ISO 50001:2011 نظم إدارة الطاقة - المتطلبات مع توجيه للاستخدام) هي مواصفات ومعايير تم إنشاؤها من قبل المنظمة الدولية للمعايير (ISO) لنظام إدارة الطاقة في حزيران/ يونيو 2011. يحدد المعيار متطلبات إنشاء وتنفيذ وصيانة وتحسين نظام إدارة الطاقة، والذي يهدف إلى تمكين الشركات من اتباع أسلوب منهجي في تحقيق التحسين المستمر لأداء الطاقة، بما في ذلك كفاءة الطاقة، وأمن الطاقة، واستخدام الطاقة واستهلاكها. وهو معيار يهدف إلى مساعدة هذه الشركات للحد من استخدام الطاقة لديها، وبالتالي تكاليف الطاقة وانبعاثات الغازات المسببة للاحتباس الحراري.

## وصلات خارجية
- أيزو 50001 - إدارة الطاقة - ISO.org